# 池田魯参
池田 魯參（いけだ ろさん、1941年〈昭和16年〉- ）は、日本の曹洞宗の僧侶（長野県長野市豊野町柳原寺住職）・仏教学者。第30代駒澤大学総長。専門は中国天台教学。幼名は悟。

## 来歴
埼玉県北足立郡与野町下落合（現さいたま市中央区）生まれ。1944(昭和19)年、父の本籍地である長野県上水内郡の柳原寺に戦時疎開。1957(昭和32)年、長野県長野高等学校入学。1960(昭和35)年に駒澤大学仏教学部禅学科入学、魯参に改名。1964(昭和39)年、同大学卒業。1969(昭和44)年、同大学院博士後期課程満期退学、同学部助手に着任。1972(昭和47)年に同大専任講師、1977(昭和52)年に助教授、1983(昭和58)年に教授就任。2001(平成13)年に仏教学部長・理事・評議員、2009(平成21)年に禅文化歴史博物館館長ならびに曹洞宗総合研究センター所長を歴任。
2012(平成24)年、駒澤大学を定年退職、名誉教授。總持寺伝光会摂心講師。2013(平成25)年、駒澤大学総長に就任。

## 受賞
- 1977年 日本印度学仏教学会賞受賞[1]

## 略歴
- 1964年、駒澤大学仏教学部禅学科卒業
- 1969年、同大学院博士後期課程満期退学、同学部助手
- 1972年、同大専任講師
- 1977年、同大助教授、日本印度学仏教学会賞受賞
- 1992年、米バージニア大学へ。ポール・グローナー教授と共同研究
- 2009年、駒大禅文化歴史博物館館長・曹洞宗総合研究センター所長
- 2012年、同大定年退職、同大名誉教授。總持寺伝光会摂心（でんこうえせっしん）講師
- 2013年、同大総長に就任
- 2017年、総長再任、『「摩訶止観」を読む』（春秋社）刊行

## 著作
- 『国清百録の研究』（大蔵出版、1982年）
- 『摩訶止観研究序説』（大東出版社、1986年）
- 『只管打坐 - 仏教の論とこころ-坐』（東京美術「東京美術選書」、1988年）
- 『宝慶記 - 道元の入宋求法ノート』（大東出版社「大東名著選」、1989年、新版2004年）
- 『般若心経　お経シリーズ』（講談社、1990年）
- 『道元学の揺籃』（大蔵出版、1990年）
- 『般若心経のすすめ』（曹洞宗宗務庁、1991年）
- 『現代語訳　正法眼蔵随聞記』（大蔵出版、1993年）
- 『暝想のすすめ - 摩訶止観をよむ』（上・下、日本放送出版協会、1994年）。ラジオ放送講座テキスト
- 『詳解 摩訶止観 〈天・地・人巻〉』（大蔵出版、1995年）。オンデマンド版〈天・地巻〉、2016年
- 『現代語訳 大乗起信論 - 仏教の普遍性を説く』（大蔵出版、1998年）
- 『現代語訳 天台四教儀』（山喜房佛書林、2011年）
- 『「摩訶止観」を読む』（春秋社、2017年）。上記の増訂版

### 共編著
- 『正法眼蔵随聞記の研究』（渓水社、1989年）
- 『子どもと読む般若心経 - 「ちえのおしえ」の十二の話』（大揚社、1994年）。版画・大川泰央
- 『探訪・信州の古寺　第3巻 禅宗』（郷土出版社、1996年）　普及版。元版は大判『信州の仏教寺院3 禅宗』

### 監修
- 『道元・瑩山　現代法話実践講座』（四季社、2001年）
- 『対照修証義 - 1分3分5分法話実例集成』（四季社、2009年）
- 『傍訳　法華三部経全書』（全7巻、四季社、2008-2009年）。塚本啓祥・多田孝正と共監修

### 論文
- CiNii>池田魯參